# Pyongsong
Pyongsong è una città della Corea del Nord, situata nella provincia del Pyongan Meridionale.